# Cathédrale Saint-Étienne de Meaux
Pour les articles homonymes, voir Saint-Étienne (homonymie).
Cette  cathédrale n’est pas la seule cathédrale Saint-Étienne.
La cathédrale Saint-Étienne de Meaux est une cathédrale catholique, située à Meaux dans le département français de Seine-et-Marne en région Île-de-France.
Son chœur, la grande élévation de ses cinq vaisseaux — vaisseau central et doubles collatéraux — la tour flamboyante qui la surmonte, la luminosité de l'intérieur, la riche ornementation du transept, la tombe de Jacques-Bénigne Bossuet, la teinte de la pierre avec laquelle elle a été construite, sont les principaux attraits de cette cathédrale.

## Histoire

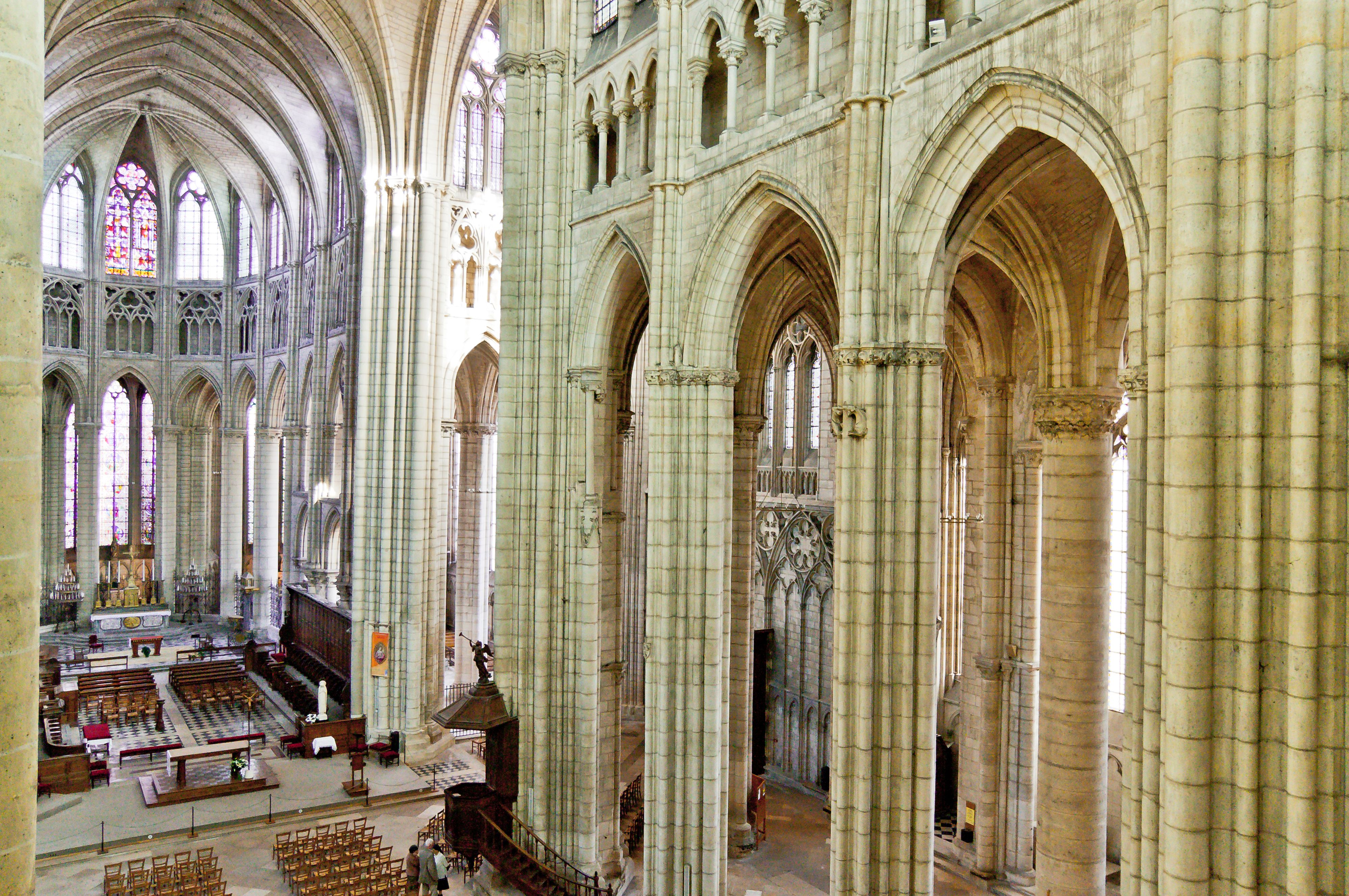
Nef et chœur.

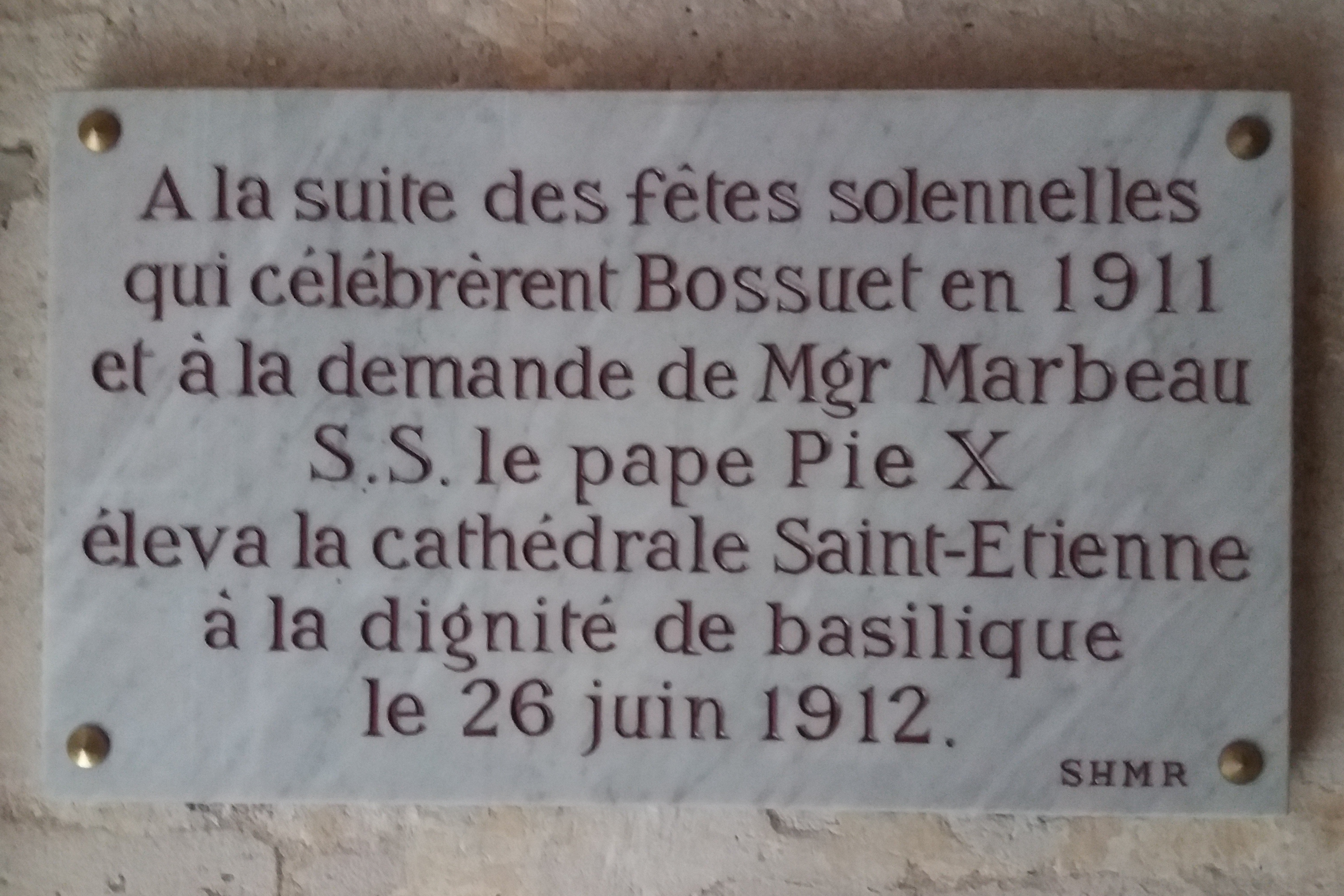
À l'intérieur de la cathédrale une plaque commémore la date où elle fut élevée à la dignité de basilique.

La construction de cette cathédrale commence au XIIe siècle pour s'achever quatre siècles plus tard, au milieu du XVIe siècle. Cette longue attente trouve partiellement son explication avec la guerre de Cent Ans et l'occupation anglaise de la cité. La construction de la cathédrale gothique débuta par le chœur, entre 1175 et 1180.
Dès 1198, la veuve du comte de Champagne Henri Ier de Champagne fut inhumée dans la cathédrale, et avant 1200, le déambulatoire, trois chapelles rayonnantes, les doubles bas-côtés du chœur et l'étage des tribunes situé au-dessus des bas-côtés intérieurs étaient construits. De 1215 à 1220, les grosses piles de la croisée du transept furent élevées, ainsi que les niveaux supérieurs du chœur c'est-à-dire le triforium et les fenêtres hautes. De plus le chœur fut couvert de voûtes d'ogives. Cela est attesté par un dessin datant des environs de 1220, fait par Villard de Honnecourt, et représentant ce chœur primitif doté de trois chapelles rayonnantes.
Un nouvel architecte édifia le transept et les deux dernières travées de la nef de 1220 à 1235, et déjà en 1235, la chapelle du bas-côté droit de la nef, située au niveau de la dernière travée fut créée.
À peine 50 ans après l'édification du chœur, il fallut procéder à sa reconstruction-restauration. En effet, les fondations avaient été mal faites et le chœur primitif, doté de tribunes trop lourdes, était en train de s'affaisser. Le chœur actuel, de style gothique rayonnant, fut érigé entre 1253 et 1278 par Gautier de Varinfroy. Ce dernier qui travaillait sur le chantier de la cathédrale d'Évreux signa un contrat avec l'évêque et le chapitre de chanoines de Meaux. Ce contrat, conservé actuellement, mentionne un salaire de 10 livres par an, plus certains autres avantages. Pour régler le problème de la stabilité du chœur, Gautier de Varinfroy employa la méthode utilisée pour la cathédrale Notre-Dame de Rouen en supprimant le niveau des tribunes du chœur, mais en conservant les baies des tribunes donnant sur la partie centrale de ce dernier. Subséquemment, les trois chapelles absidiales furent surélevées afin de les mettre en correspondance avec la nouvelle hauteur du déambulatoire.
Une nouvelle campagne de construction débuta en 1266 et fut financée par Jeanne Ire de Navarre, dernière héritière du comté de Champagne et future épouse de Philippe IV le Bel. On modifia alors les façades des deux croisillons du transept afin de les mettre au goût du jour. Ce fut un architecte dont le nom reste inconnu qui procéda aux travaux de la façade du bras sud du transept. Pierre de Varinfroy, un descendant de Gautier, réalisa la façade du bras nord en s'inspirant de celle de Notre-Dame de Paris. Pour ce faire il réutilisa les sculptures créées au début du XIIIe siècle, lesquelles furent remontées sur le nouveau portail.
En 1317, le roi de France Philippe V le Long donna un terrain pour construire deux chapelles rayonnantes supplémentaires. Puis en 1322, Charles IV le Bel, fit également une donation. 
Vers 1331-1335, un bourgeois de Meaux, Jean de Rose, subsidia la dernière chapelle latérale à droite de la nef.
En 1335, le roi Philippe VI autorisa l'allongement de la nef de trois travées, les dernières, situées à l'ouest de l'édifice. Dès lors, les travaux repartirent, mais concernèrent uniquement la moitié droite des trois premières travées, ainsi que la porte droite et la porte centrale de la façade occidentale. En 1336, les tympans de ces deux portails furent sculptés, mais en 1358, les travaux s'arrêtèrent à la suite d'une jacquerie paysanne. Peu après, la guerre de Cent Ans débuta et, comme presque partout en France, les travaux s'arrêtèrent.
Ils reprirent en 1390, avec la construction de la partie gauche des trois premières travées, ce qui dura jusque 1410. Puis la situation militaire de la France se dégrada sérieusement (règne de Charles VI) et les travaux s'arrêtèrent à nouveau, à la suite de l'occupation de la ville par les Anglais (1422–1439).

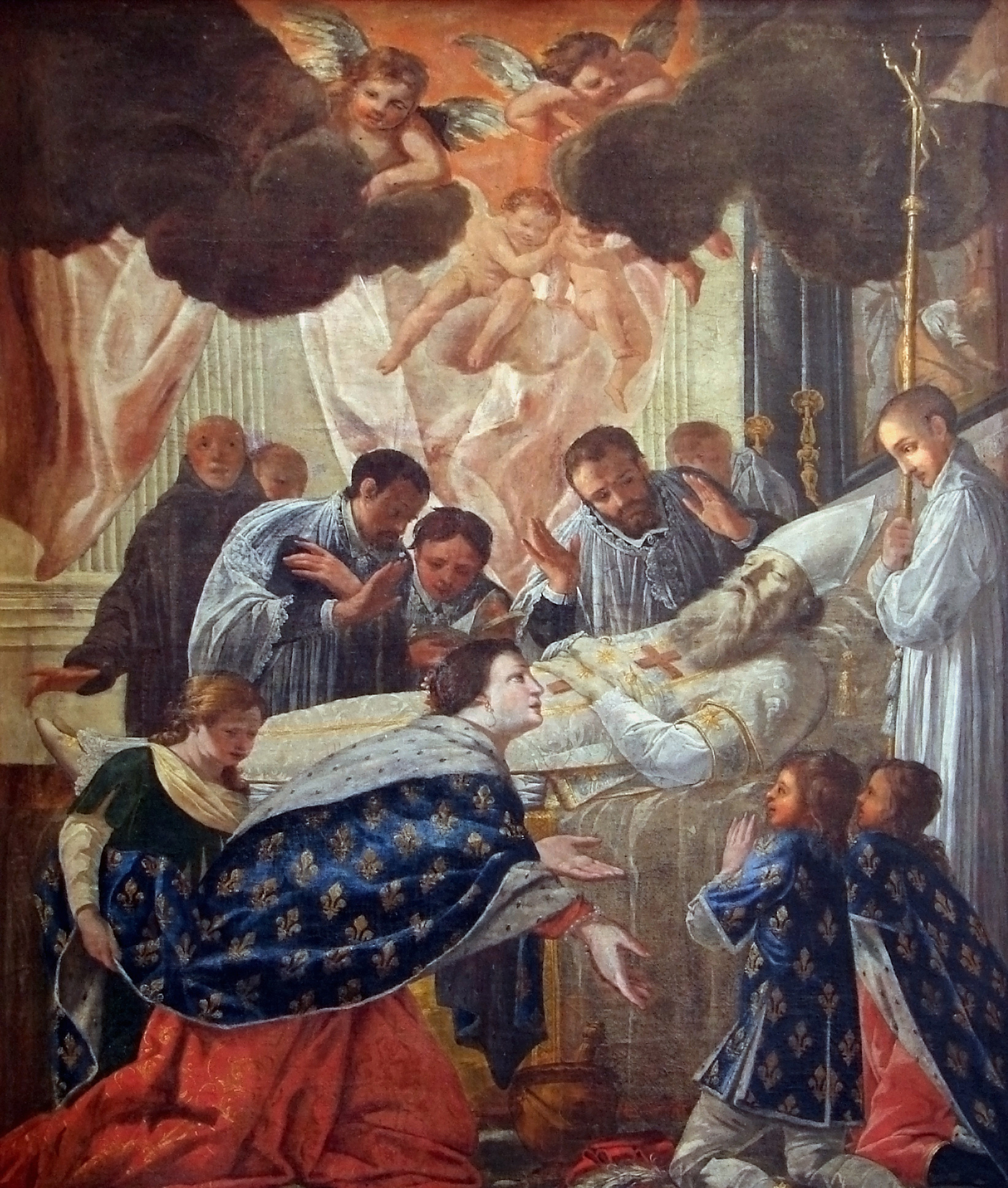
Sainte Bathilde au chevet du défunt Saint Éloi, Jean Senelle (1605–1671).

Les trois premières travées de la nef ne furent dès lors terminées que durant la deuxième moitié du XVe siècle. D'autres travaux suivirent encore : les quatrième et cinquième travées de la nef furent modifiées en style flamboyant, à la fin du XVe siècle. La tour droite fut enfin achevée après une longue campagne allant de 1505 à 1540. Quant au portail gauche, il fut achevé avant 1506. Il en va de même de la première chapelle gauche de la nef.
En 1562, la cathédrale fut pillée et endommagée par les huguenots.
Au début du XIXe siècle, plusieurs événements fragilisent un peu plus l'édifice. La foudre tombe sur la cathédrale le 29 août 1808, détruisant une partie de l'orgue, la porte d'entrée et une tourelle. Le 28 mars 1814, l'explosion d'un magasin de poudre noire voisin la fragilise un peu plus. Une longue restauration a lieu de 1839 à 1894. Le pourtour du chœur est refait ainsi que les arcs-boutants de la nef. La troisième travée de la nef élevée dans le style flamboyant est modifiée pour ressembler aux autres travées, selon le principe des restaurateurs du XIXe siècle qui prônait l'unité de style, quitte à altérer les monuments.
La cathédrale fait partie, comme tant d'autres, de la première liste de 1840 des monuments historiques, établie par Prosper Mérimée.

## Galerie

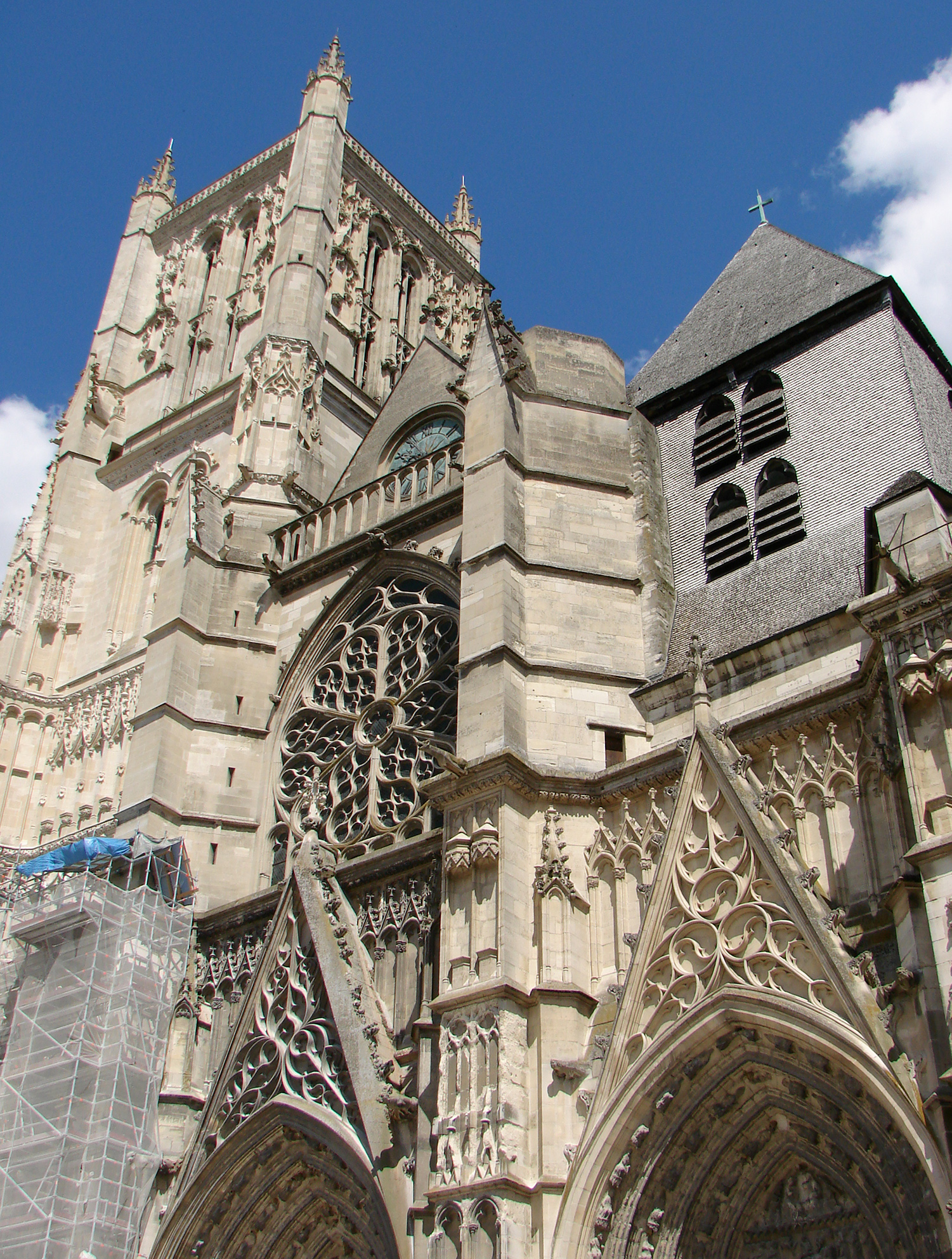
Façade occidentale de la cathédrale de Meaux.
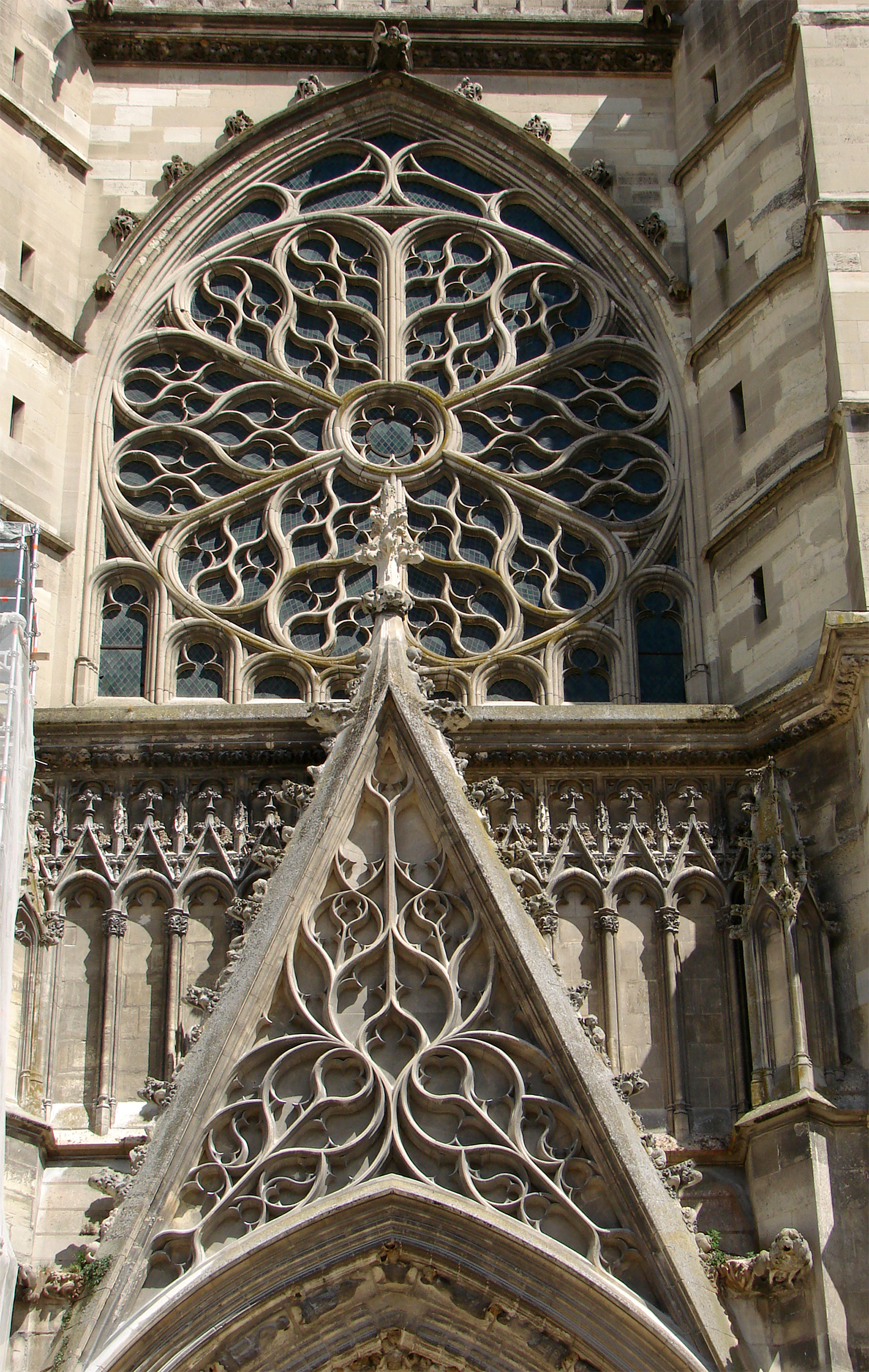
Le grand portail central de la façade occidentale est surmonté d'un élégant gable flamboyant. Plus haut se trouve la rosace, flamboyante elle aussi.
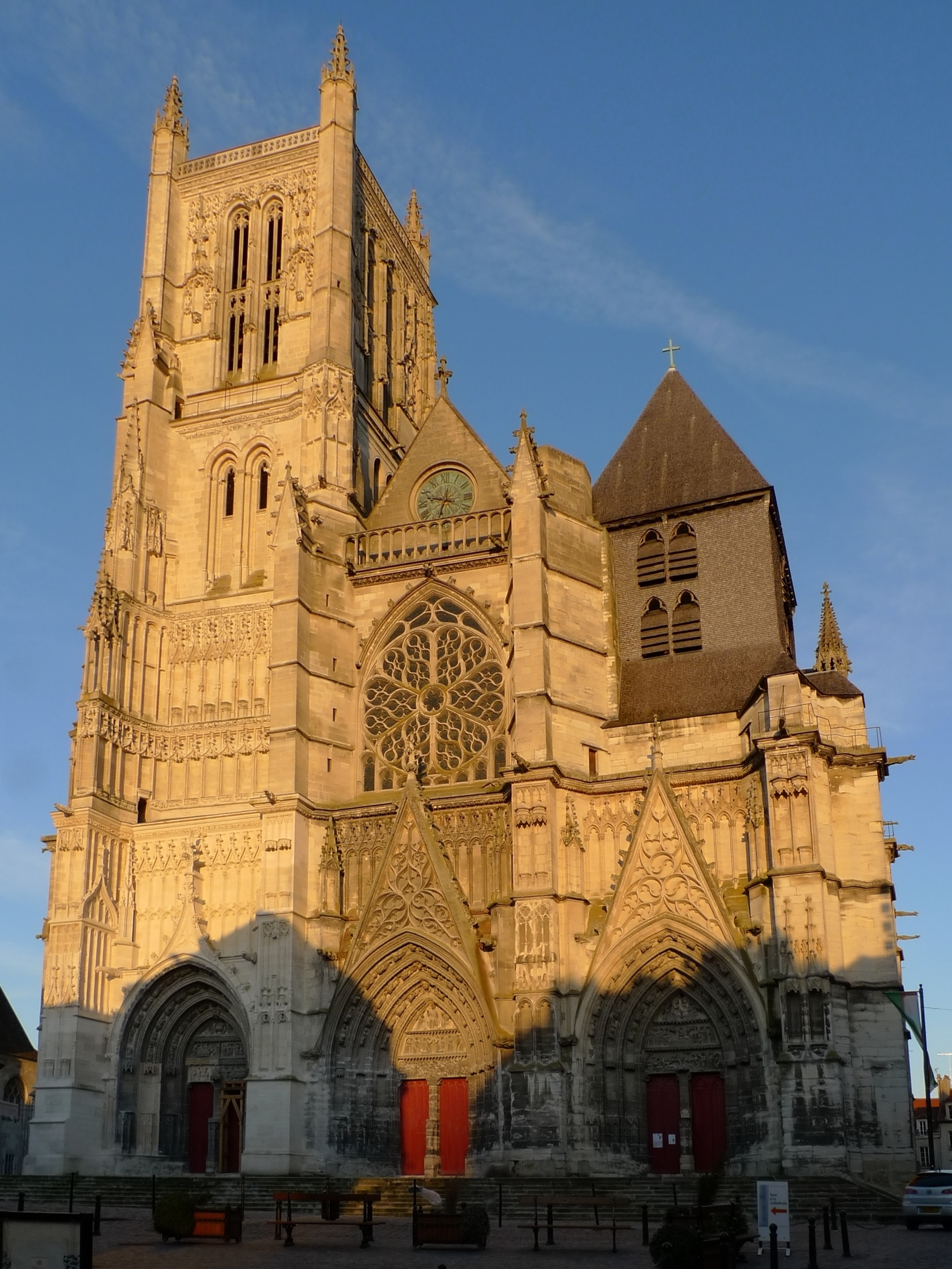
Façade ouest de la cathédrale de Meaux.
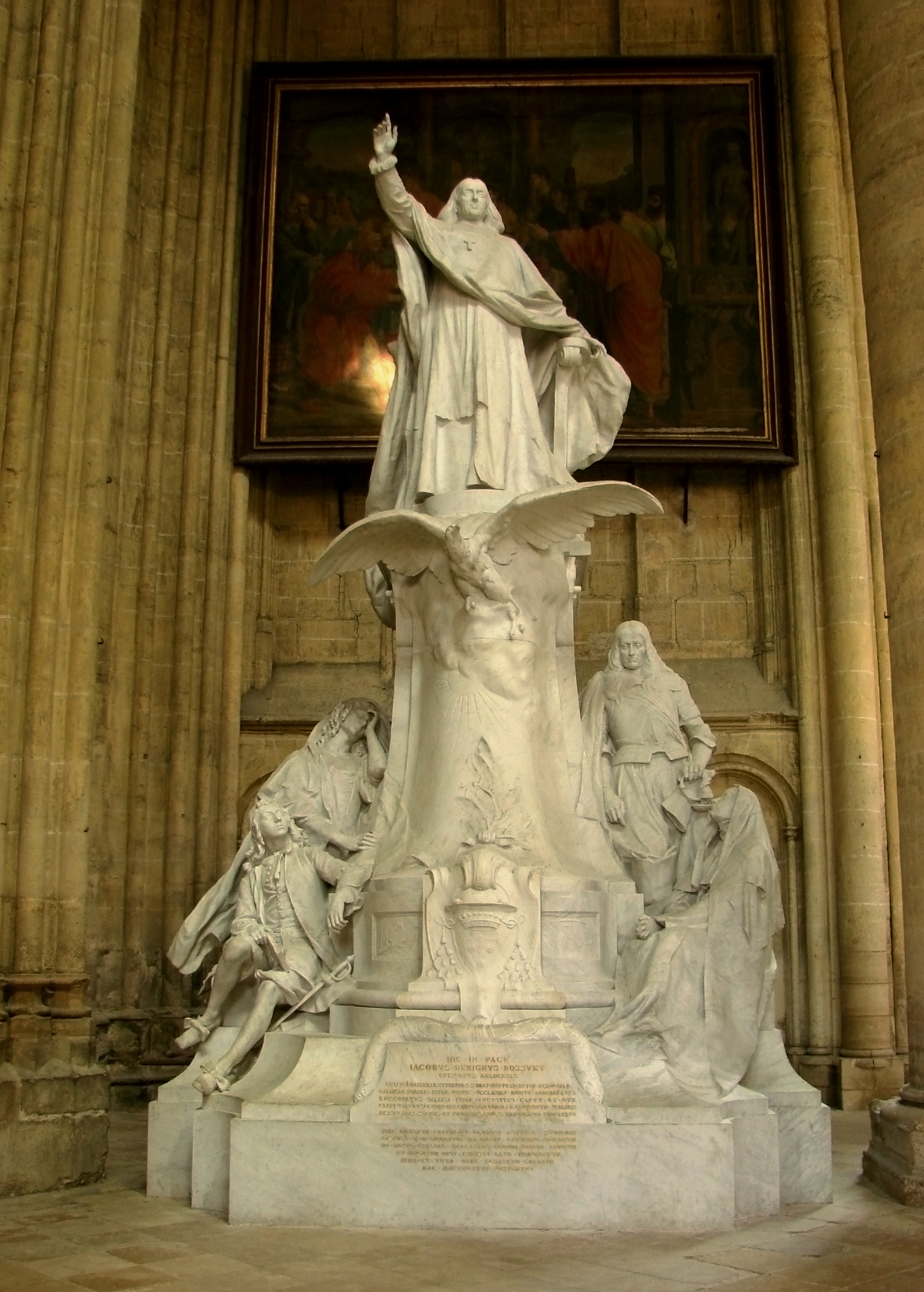
Le monument de Jacques-Bénigne Bossuet (1627–1704), évêque de Meaux de 1681 à 1704, par Ernest Henri Dubois (1863–1930), placé dans la cathédrale de Meaux en 1911.

## Description générale

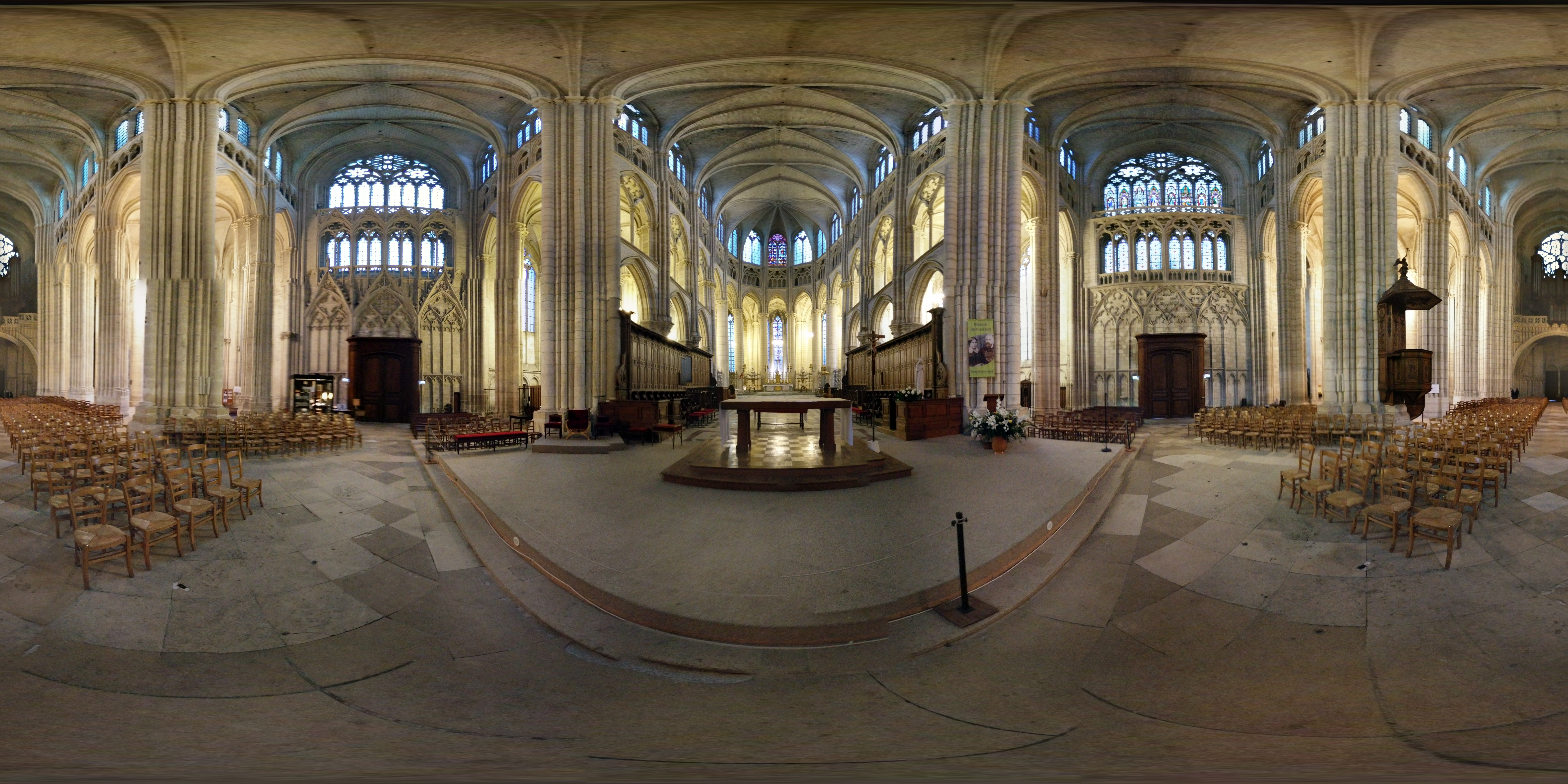
Panoramique sphérique du chœur et du transept de la cathédrale.

Entreprise vers 1175 (douze ans après Notre-Dame de Paris), la construction de la cathédrale Saint-Étienne prit fin en 1540. Comme bien d'autres cathédrales du Moyen Âge, le monument reste inachevé, comme en témoigne sa façade profondément dissymétrique et dotée d'un clocher provisoire, devenu définitif au fil des siècles.
La cathédrale de Meaux n'est pas grande, elle mesure seulement 85 mètres de long (contre 130 m à Paris et 145 mètres à Amiens). Sa construction s'étant déroulée sur plus de 350 ans, on y retrouve un peu toutes les étapes du style gothique, mais les différents architectes qui se sont succédé ont réussi à maintenir une réelle harmonie entre les différentes parties de l'édifice.
La cathédrale se présente comme une église à cinq vaisseaux et à transept non saillant. Elle comporte une courte nef principale de seulement cinq travées dont les deux premières, partie intégrante du bloc façade occidental (ou Westbau), constituent un narthex ou pré-nef. Le vaisseau central de la nef est longé, au nord comme au sud, par un double bas-côté de hauteur impressionnante.
La nef est plus courte que le chœur. Ce dernier, entouré d'un double déambulatoire dans sa partie rectangulaire qui comporte quatre travées, se termine par une abside semi-circulaire à cinq pans, longée par un déambulatoire unique ou rond-point sur lequel s'ouvrent les cinq vastes chapelles rayonnantes du chevet. Enfin un très court transept sépare le chœur de la nef. Il comprend deux travées rectangulaires par croisillon. Au centre de l'édifice se trouve la croisée du transept.

## L'extérieur de la cathédrale
C'est la pierre de Varreddes, qui a été utilisée dans la construction de l'édifice. L'importante restauration extérieure faite au XIXe siècle est en grande partie liée à l'érosion de cette pierre, due aux outrages du temps.
La cathédrale, d'une hauteur totale de 48 mètres jusqu'au faîtage, est le produit de périodes successives de l'art gothique. La très longue durée de sa construction y a laissé une grande diversité de styles architecturaux. Mais ce mélange de styles n'a pas porté atteinte à l'esthétique générale du sanctuaire. Les architectes se succédant du XIIIe au XVIe siècle parvinrent à créer une grande harmonie d'ensemble.
La grande façade occidentale présente trois portails monumentaux. Comme dans bien d'autres cathédrales romanes ou gothiques, le portail central est consacré au Jugement dernier. Son tympan représente la résurrection des morts et l'image du Paradis et de l'Enfer. Le tympan du portail de gauche est consacré à la vie de saint Jean-Baptiste, celui de droite à la vie de la Vierge Marie.
La tour nord de la cathédrale, d'une hauteur de 60 mètres (contre 69 pour Notre-Dame de Paris) est la seule à avoir été achevée ; celle du sud, faite en bois, avait été construite pour héberger provisoirement les cloches. Elle n'a finalement pas été démontée et on la désigne sous le nom de tour noire. Au centre de la façade se trouve une grande rosace flamboyante créée dans la seconde moitié du XVe siècle.
Du côté sud, à l'extrémité du transept, se trouve le portail Saint-Étienne, également appelé portail des Merciers. Son tympan représente la vie de ce saint, premier martyr chrétien. Au nord, le second portail du transept est aussi dédié à saint Étienne. Il est actuellement fermé ; il se trouve en fait dans la cour de la Cité épiscopale. Un peu plus à l'ouest, en direction du chevet, une porte (dite « de Maugarni ») s'ouvre sur le déambulatoire du chœur de la cathédrale.

## L'intérieur de la cathédrale

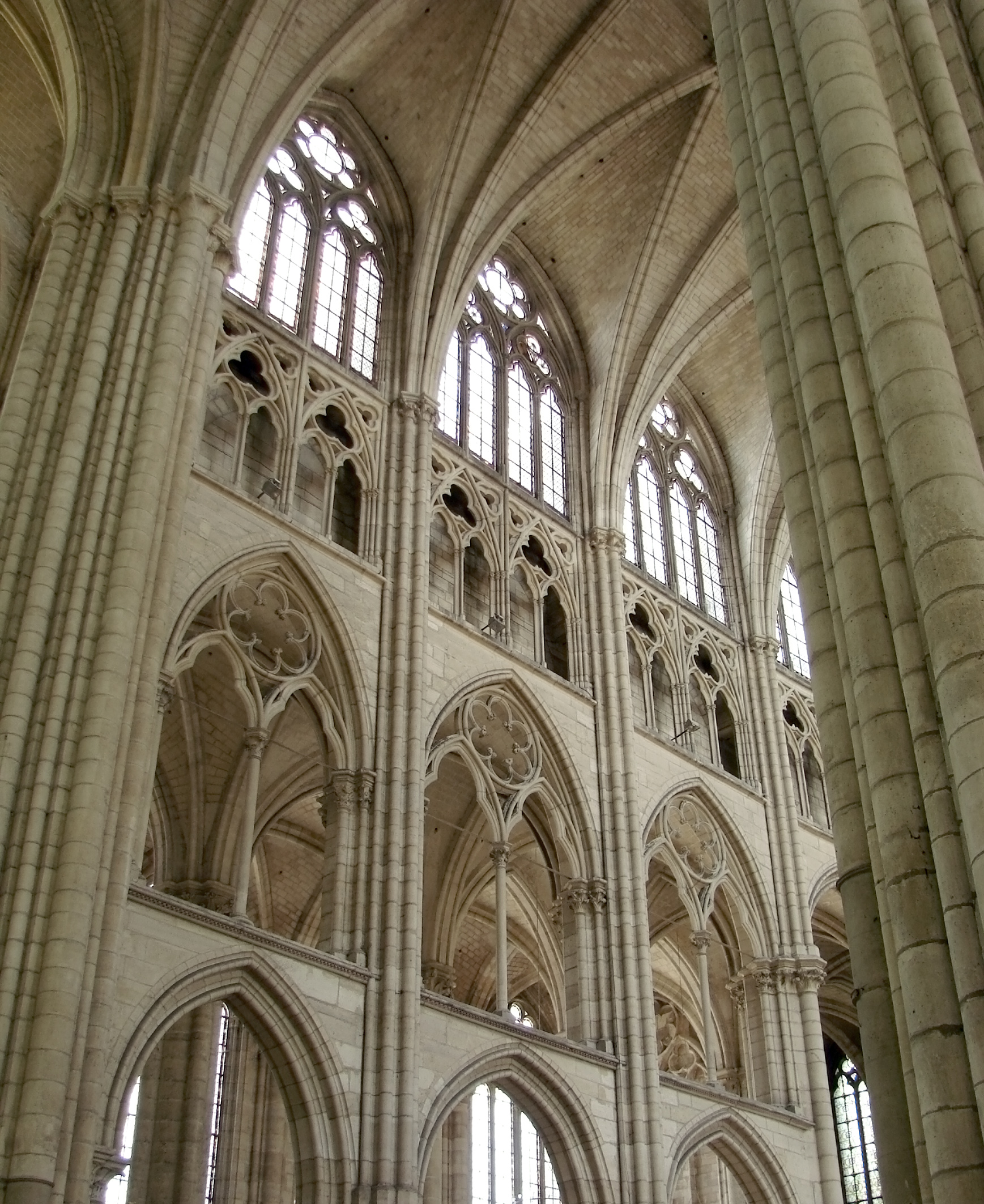
Architecture du chœur, côté nord.

L'intérieur de la cathédrale est remarquable pour sa luminosité et la finesse de son ornementation sculptée. Une des plus importantes caractéristiques du sanctuaire, est la hauteur des voûtes des collatéraux qui atteignent plus ou moins 15 mètres, soit la moitié de celle de la nef principale, qui culmine à 31 mètres. Ceux-ci étant dotés de hautes baies, la lumière pénètre en abondance au cœur de l'édifice et révèle ainsi la teinte de la pierre de Varreddes, utilisée dans la construction.
La nef ainsi que le chœur comportent cinq vaisseaux (comme à Paris). Le vaisseau central est longé de part et d'autre par deux bas-côtés ou collatéraux. Ce n'est qu'au niveau de l'abside que le déambulatoire se réduit à un seul vaisseau en demi-cercle, lequel fait suite au déambulatoire interne de la partie rectangulaire du chœur, la partie externe de ce dernier étant remplacée par les chapelles rayonnantes au nombre de cinq.

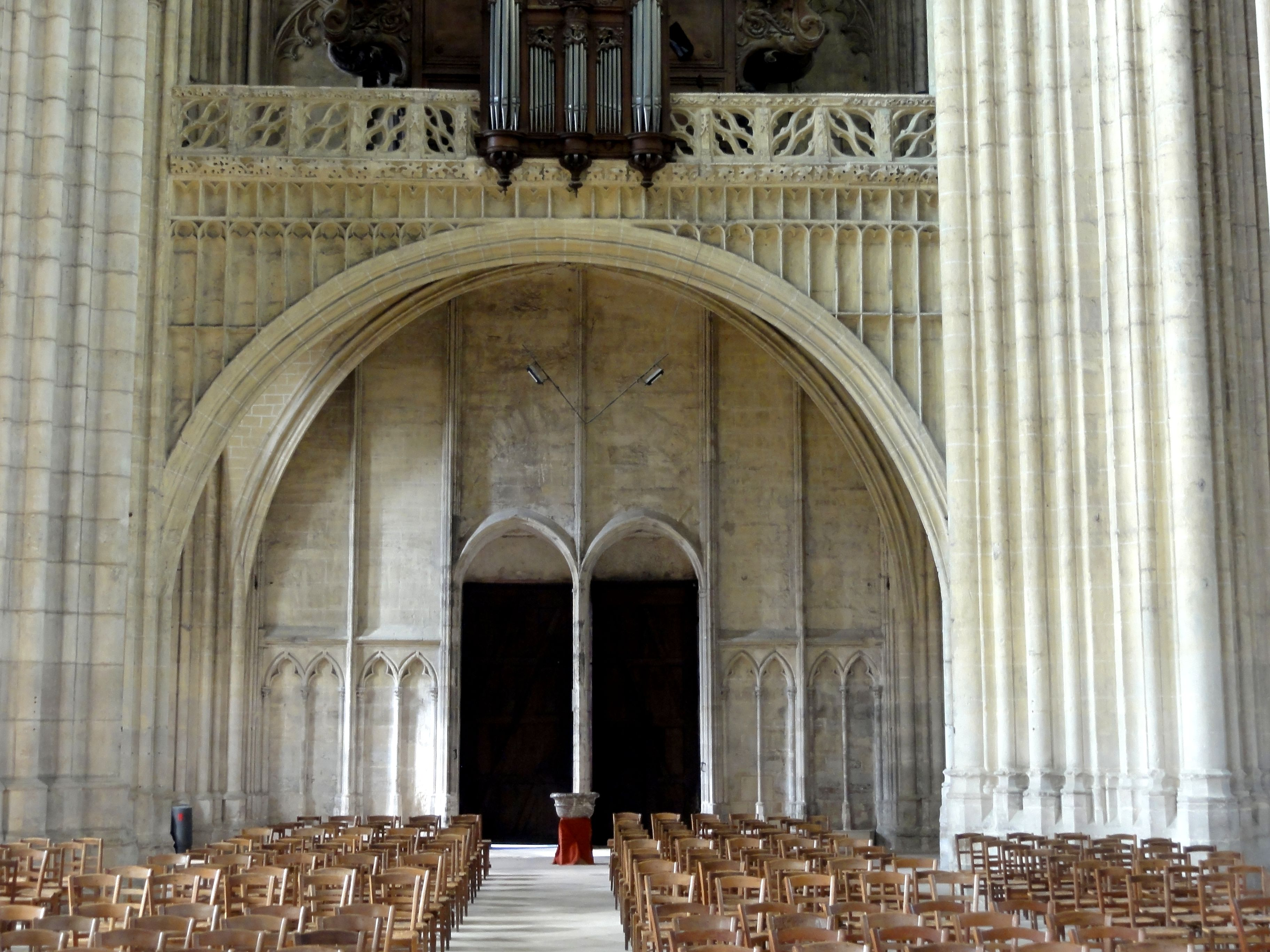
La nef, au revers du portail occidental.

Les revers des façades du transept sont particulièrement remarquables et de toute beauté, surtout dans le croisillon sud. Ils sont richement décorés et comportent de véritables tissus ou broderies de pierres. Ils sont partiellement inspirés par Notre-Dame de Paris, mais le style est ici plus recherché et l'ornementation est plus riche.
Dans le chœur de la cathédrale entouré de grilles en fer forgé, on peut voir la dalle funéraire, faite de marbre noir, de Jacques-Bénigne Bossuet, l'Aigle de Meaux, la plus importante personnalité de l'histoire de la ville, qui y fut évêque de 1682 à 1704. Deux statues commémorent Bossuet dans la cathédrale : la première le montre assis sur son trône épiscopal, et la seconde debout, priant, avec autour de lui des personnages sur lesquels il eut une influence déterminante : le Grand Dauphin Louis, Louise de la Vallière, Henri de La Tour d'Auvergne et Henriette d'Angleterre.
Adossé au mur d'une chapelle du bas-côté sud de la nef, on peut voir un autre monument funéraire ; celui du bourgeois Jean Rose et de son épouse. Mort en 1364, ce dernier avait fondé un hôpital destiné à accueillir des orphelins. Il fut reconnu comme bienfaiteur de la cité. La hauteur sous voûtes, à l'endroit du chœur, atteint jusqu'à 33 mètres.

## L'orgue de la cathédrale

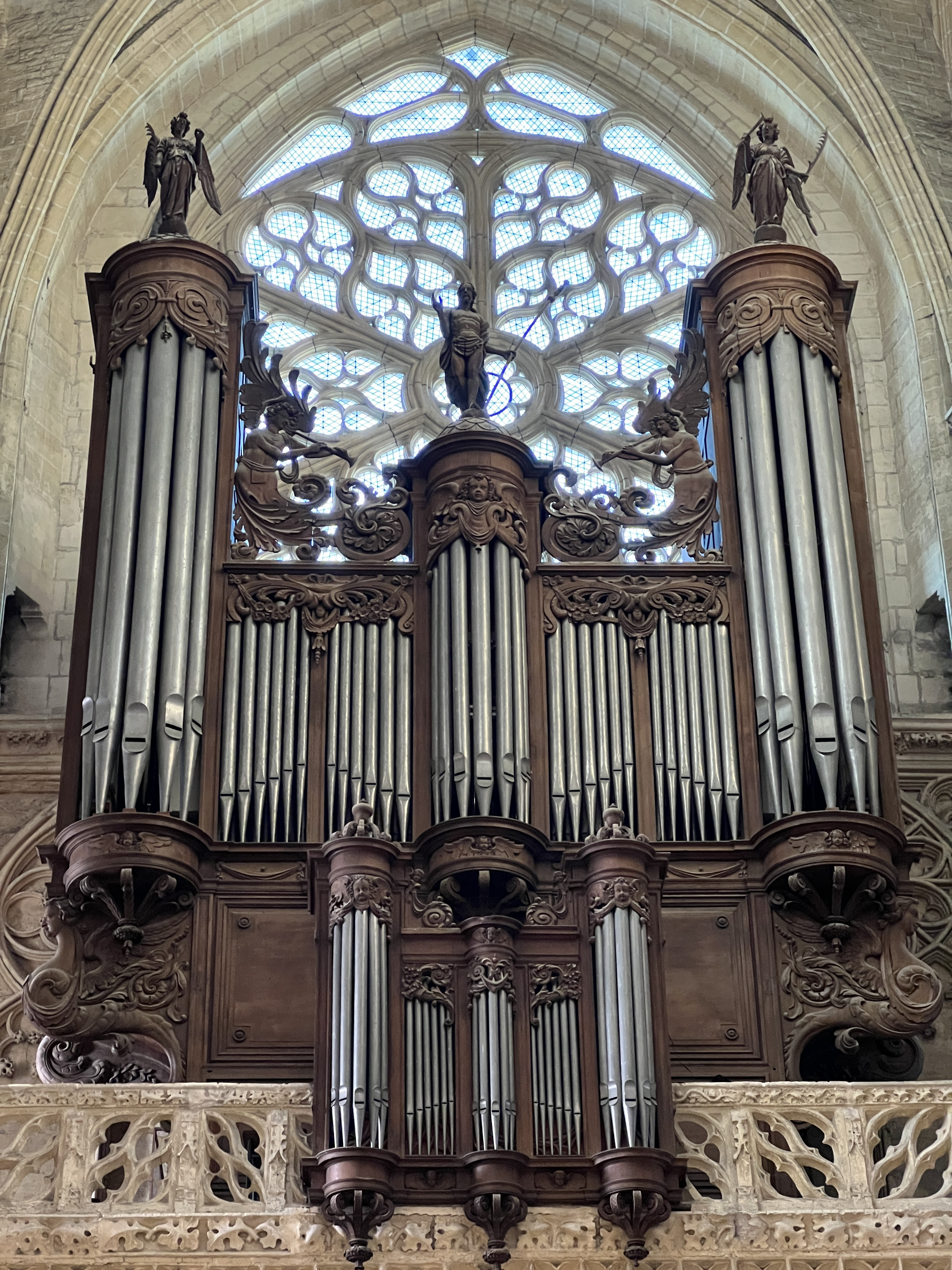
Le Grand orgue.

La cathédrale Saint-Étienne est dotée d'un orgue dont les origines remontent au XVIIe siècle. Il se trouve à l'extrémité occidentale de la nef, au revers de la façade, sous la rosace. Son buffet date de 1627 et fut construit par Valéran de Héman (1584–1640), un des plus importants facteurs d'orgues de l'époque.
À la fin du XVIIIe siècle, François-Henri Clicquot y réalise d'importants travaux, suivi par trois générations de la famille Dallery. En 1895, on modifie en profondeur l'instrument, comme il est d'usage à l'époque : la maison Brisset retire les pleins-jeux et les mutations, réalise un récit expressif, pneumatise la traction de l'instrument. La composition est alors ramenée à 33 jeux répartis sur 2 claviers et pédalier. Suivant à nouveau les modes, c'est Victor Gonzalez qui, en 1934, reconstruit l'orgue dans l'esthétique néoclassique naissante, en plaçant entre autres un grand Récit expressif en 16 pieds. L'orgue compte alors 3 claviers, et est doté d'une nouvelle traction pneumatique. Enfin, c'est de 1978 à 1980 que l'instrument actuel voit le jour. La maison Danion-Gonzalez agrandit l'orgue pour arriver à 5 claviers et 67 jeux et installe une traction mécanique neuve à rubans d'acier.
Des concerts ont lieu régulièrement sur cet instrument, qui a pour titulaire depuis de nombreuses années l'organiste Domenico Severin.
Composition
| Positif             |
| Montre 8'           |
| Bourdon 8'          |
| Flûte à cheminée 4' |
| Prestant 4'         |
| Nasard 2' 2/3       |
| Doublette 2'        |
| Tierce 1' 3/5       |
| Larigot 1' 1/3      |
| Fourniture IV       |
| Cymbale III         |
| Trompette 8'        |
| Cromorne 8'         |
| Clairon 4'          |

| Grand orgue            |
| Montre 16'             |
| Bourdon 16'            |
| Montre (I-II rangs) 8' |
| Bourdon à cheminée 8'  |
| Flûte conique 4'       |
| Prestant 4'            |
| Double tierce 3' 1/5   |
| Nasard 2' 2/3          |
| Quarte 2'              |
| Tierce 1' 3/5          |
| Grosse Fourniture II   |
| Fourniture IV          |
| Cymbale IV             |
| Trompette 8'           |
| Clairon 4'             |

| Bombarde       |
| Flûte harm. 8' |
| Grand cornet V |
| Bombarde 16'   |
| Trompette 8'   |
| Clairon 4'     |

| Récit expressif      |
| Quintaton 16'        |
| Flûte creuse 8'      |
| Cor de nuit 8'       |
| Viole de gambe 8'    |
| Voix céleste 8'      |
| Flûte traversière 4' |
| Nasard 2' 2/3        |
| Quarte 2'            |
| Tierce 1' 3/5        |
| Piccolo 1'           |
| Mixture IV-V         |
| Bombarde 16'         |
| Trompette 8'         |
| Hautbois 8'          |
| Clairon 4'           |

| Écho              |
| Flûte à fuseau 8' |
| Prestant 4'       |
| Nasard 2' 2/3     |
| Doublette 2'      |
| Tierce 1' 3/5     |
| Sifflet 1'        |
| Voix humaine 8'   |

Pédalier : 
Principal 16'
Soubasse 16'
Quinte 10'2/3
Principal 8'
Bourdon 8'
Principal 4'
Flûte 4'
Fourniture V rangs
Bombarde 16'
Trompette 8'
Clairon 4'
Pos./G.O. - Récit/G.O. - Récit/Positif - Bombarde/G.O.
Tirasses : Positif, Grand-Orgue, Récit, Bombarde, Echo.
10 combinaisons générales ajustables.
Combinateur électronique : 160 combinaisons (x 10).
Expression au Récit.

## Maîtres de musique et compositeurs
Tous les maîtres de musique sont compositeurs :
- Pierre Tabart, maître de musique (c'est-à-dire maître de chapelle) après son départ de la cathédrale de Senlis (où il était arrivé en 1683) jusqu'à l'hiver 1698–1699 (départ en mars 1699) ;
- Sébastien de Brossard, maître de musique du 28 décembre 1698 à 1715 (installation sur le poste le 1er avril 1699). Il eut entre autres élèves Nicolas Groniard[6] et Jean Cavignon, qui suit ;
- Jean Cavignon, maître de musique de 1715 à 1719. En 1701, alors qu'il est toujours membre du chœur (il est le grand enfant de chœur de la maîtrise de la cathédrale) il compose un petit motet, à voix seule (voix de dessus, donc soprano) avec basse continue. La partition est conservée à la BnF dans la collection Sébastien de Brossard (de la main de celui qui est aussi connu comme le fondateur de la musicologie moderne)[7] ;
- ... Baron, maître de musique en 1736 ;
- Charles Hérissé, maître de musique de 1758 à 1776. Louis Pierre Prestat (1746–1807), le « grand enfant de chœur » dans le chœur d'enfants, compose en septembre 1764 un motet Omnes gentes (sur le texte du Psaume 46), qui adopte la forme du grand motet versaillais. C'était sans doute pour l'obtention de son diplôme de fin d'études[8].

## Les cloches
La tour nord (de gauche) abrite une sonnerie de quatre cloches de volée fondues en 1859 par François Dutot & Cie, fondeur à Paris. Ces cloches furent bénites le 18 décembre de la même année par Mgr Auguste Allou, évêque de Meaux.
| N°          | Dédicataire                            | Note      | Diamètre (cm) | Poids (kg) | Fondeur, année et lieu de fonte           |
| ----------- | -------------------------------------- | --------- | ------------- | ---------- | ----------------------------------------- |
| 1 (bourdon) | La très-sainte Vierge Marie            | la bémol2 | 196           | 3 214      | 1859 François DUTOT et sa compagnie Paris |
| 2           | Le saint patron et protomartyr Étienne | do3       | 157,5         | 1 605      | 1859 François DUTOT et sa compagnie Paris |
| 3           | Le saint Évêque Faron                  | mi bémol3 | 131,8         | 900        | 1859 François DUTOT et sa compagnie Paris |
| 4           | La sainte Vierge Céline                | la3       | 88,9          | 350        | 1859 François DUTOT et sa compagnie Paris |

## L'évêché
L'ensemble épiscopal a été doté, de l'autre côté d'une vaste cour, d'un palais accompagné de jardins privés. Ce dernier est surtout connu pour avoir abrité, un temps, le célèbre Jacques Bénigne Bossuet, prédicateur et écrivain, alors évêque de Meaux.